# Marie Equi
Marie Diana Equi (7 de abril de 1872 em New Bedford, Massachusetts – 13 de julho de 1952 em Portland, Oregon) foi uma médica, física e ativista anarquista membro da Industrial Workers of the World (IWW) Trabalhadores Industriais do Mundo. Ela foi uma importante ativista lésbica e feminista que lutou pela liberdade das pessoas LGBTQ nos Estados Unidos do final do século XIX início do século XX. Militou também contra a realização duas guerras mundiais sendo durante toda sua vida adepta do pacifismo.

## Biografia
Marie cresceu com seis irmãos e seis irmãs, alguns dos quais morreram antes de chegar à idade adulta. A indústria baleeira de New Bedford estava começando a diminuir e os moinhos estavam crescendo. Seu pai era um pedreiro, que se orgulhava de sua participação na construção da Igreja Católica St. Lawrence Martyr na County Street e que às vezes alimentava grevistas famintos. Apesar de boa aluna, ela precisou abandonar o emprego para trabalhar nas fábricas de tecidos para ajudar no sustento de sua família.
Marie não quis seguir o caminho de casar porque não queria depender financeiramente de um marido e com a ajuda de Bessie Bell Holcomb, uma amiga da época de escola, ela conseguiu pagar a escola seminarista Northfield para jovens senhoras. Contudo, as dificuldades financeiras a impediram de ir para o segundo ano e ela se mudou para a Toscana onde foi trabalhar no campo nos vinhedos e nas plantações de azeitonas de um tio. Aos 20 anos, em 1892, ela voltou para Oregon onde foi morar com Bessie. Durante esse período as duas viveram abertamente como um casal lésbico e enquanto Bessie perseguia sua carreira como professora em uma escola de elite, Marie voltou a estudar para Medicina. 
Mais tarde as duas se mudaram juntas para São Francisco e em 1899, dez anos depois de abandonar a escola, Marie matriculou-se no Colégio de Físicos e Cirurgiões da cidade como aluna do primeiro ano de Medicina. Com as mulheres representando apenas 6% dos médicos dos Estados Unidos, Marie ultrapassou os limites de classe, gênero e orientação sexual em seu caminho para se tornar uma médica. Em 1903, após duas transferências e uma mudança para Portland com a nova companheira e colega estudante de medicina Mary Ellen Parker, a Dra. Marie Equi graduou-se no Departamento Médico da Universidade de Oregon. Ela acabou estabelecendo uma clínica geral em Portland com foco em obstetrícia, ginecologia e pediatria. O biógrafo Michael Helquist observa que a formação de Marie em New Bedford facilitou sua conexão com a classe trabalhadora e os imigrantes de Portland. Ao longo de sua prática, Marie também serviu aos homens, especialmente à medida que se tornava mais politicamente ativa.